# Marimatha
Marimatha é um gênero de traça pertencente à família Arctiidae.